# خانه‌ای در تاریکی
خانه‌ای در تاریکی مجموعه‌ای تلویزیونی به نویسندگی و کارگردانی سعید سلطانی و تهیه‌کنندگی اسماعیل عفیفه ساخته سال ۱۳۸۲ است که از شبکه سوم ایران پخش شده‌است.

## داستان
خانه‌ای در تاریکی حکایت دختری است به نام ماه‌تابان (لادن مستوفی) که در ایل بختیاری بزرگ شده‌است. او از سالها پیش در پی مفقود شدن پدر (جلیل فرجاد) و مرگ مادرش نزد پدربزرگش (مجید مظفری) که رئیس ایل بختیاری است زندگی می‌کند. عطاءالدوله (محمدعلی کشاورز) پدربزرگ مادری ماه‌تابان پیکی را به دنبال او می‌فرستد تا به تهران برود. ماه‌تابان که همیشه آرزومند آگاه شدن از سرنوشت پدر بود، این موقعیت را فرصت مناسبی می‌داند و به تهران می‌رود. اتفاقات این مجموعه تلویزیونی در سال‌های حدود ۱۳۰۷ به وقوع می‌پیوندد.

## بازیگران
| بازیگر           | نقش                       |
| ---------------- | ------------------------- |
| لادن مستوفی      | ماه‌تابان بختیاری          |
| لادن مستوفی      | شمس‌الملوک                 |
| محمدعلی کشاورز   | شازده عطاءالدوله ظفرالملک |
| مجید مظفری       | حیدرخان بختیاری           |
| محمود پاک‌نیت     | شازده بهادر میرزا         |
| فرهاد اصلانی     | سرکار رفیع                |
| فخری خوروش       | مهتاج‌الملوک               |
| ثریا قاسمی       | گوهرالزمان                |
| اسماعیل شنگله    | میرزا عبدالله وکیل‌باشی    |
| رحیم نوروزی      | بختیار                    |
| سیما تیرانداز    | بهجت‌الملوک                |
| آتش تقی‌پور       | دکتر حشمت حشمتی           |
| امیر آتشانی      | عبدی                      |
| فریده سپاه‌منصور  | مادر سرکار رفیع           |
| مهوش صبرکن       | بی‌بی                      |
| ژیلا سهرابی      | همسر میرزا عبدالله        |
| پونه حاج‌محمدی    | شیرین‌السلطنه              |
| آرام جعفری       | ترنج‌خاتون                 |
| صدیقه کیانفر     | مادر دکتر حشمتی           |
| کاظم افرندنیا    |                           |
| حسین توشه        | سرکار احمدی               |
| فرزانه ارسطو     | جواهر                     |
| شهنام شهابی      | احمدرضا پسر میرزاعبدالله  |
| ناصر گیتی‌جاه     | مسئول گاراژ مسافربری      |
| برزو نیک‌نژاد     | جمال پسر میرزاعبدالله     |
| محسن افشار       |                           |
| فروغ قجابگلی     | گل‌پری                     |
| مهناز غمخوار     | عزت                       |
| سیروس اسنقی      |                           |
| امیر آقامیرزاده  |                           |
| رحمان مقدم       |                           |
| عزیزالله هنرآموز | قوزی                      |
| جلیل فرجاد       | علی‌آقا بختیاری            |
| محرم زینال‌زاده   | ناصرالدوله                |